# Фулга де Жос (Прахова)
Фулга де Жос (рум. Fulga de Jos) насеље је у Румунији у округу Прахова у општини Фулга. Oпштина се налази на надморској висини од 79 m.

## Становништво
Према подацима из 2002. године у насељу је живело 1755 становника.

### Попис2002.
| Расподела становништва по националности 2002.‍ | Расподела становништва по националности 2002.‍ | Расподела становништва по националности 2002.‍ | Расподела становништва по националности 2002.‍ | Расподела становништва по националности 2002.‍ |
| --------------------------------------------- | --------------------------------------------- | --------------------------------------------- | --------------------------------------------- | --------------------------------------------- |
|                                               |                                               |                                               |                                               |                                               |
| Румуни                                        | Румуни                                        |                                               | 1.743                                         | 99,3%                                         |
| Роми                                          | Роми                                          |                                               | 12                                            | 0,7%                                          |